# Mesa Dreyer de control de tiro
La Mesa Dreyer de control de tiro o Mesa Dreyer de control de fuego, fue un dispositivo electro mecánico empleado por la Royal Navy a bordo de sus naves para dirigir y controlar el tiro de su batería principal. Fue ideada y construida por el teniente Frederic Charles Dreyer. En 1914 un prototipo se empleó a bordo del HMS Hercules. 
Dreyer construyó una Mesa Dreyer Original, prototipo, con la que mostró su idea de como solucionar el problema del tiro de la artillería a gran distancia. Esta Mesa Original fue un paso exitoso pero gradual al emplear dos plóter, un dumaresq y un reloj de distancia, lo que ayudó a reducir los tiempos de reacción y a eliminar los errores.
La mesa Dreyer fue el instrumento de control de fuego de más alto nivel empleado por la Marina Real durante la Primera Guerra Mundial. En 1920 fue mejorada y se le llamó Mesa Almirantazgo de control de tiro.

## Antecedentes

### Prototipo Original
Durante 1906 y comienzos de 1907, el teniente Dreyer embarcado en el HMS Exmouth concibió y propuso métodos de control de fuego basados en plotear, en función del tiempo, las distancias recibidas desde el telémetro y evaluar la pendiente resultante para así obtener las razones de cambio en distancia y en demarcación. Esta idea fue materializada y probada en 1907 a bordo del HMS Excellent. Paralelamente estas pruebas competían con un sistema de ploteo del rumbo virtual ideado por Arthur Pollen, un civil. 
El equipo de Dreyer fue el primero en comparar su resultado con el proporcionado por el dumaresq. En 1909 y 1910 se efectuaron pruebas exitosas empleando el ploteo y el reloj de distancia. Este método tuvo un fuerte apoyo en la armada y en marzo de 1914 una mesa Original estuvo instalada a bordo del HMS Hercules.

### Mesa definitiva
Las Mesas existieron de varias marcas, aunque no fueron desarrolladas en el orden de su número romano, la Mesa Mark III fue la primera. Las Mesas se basaban en el trazado semiautomático de cortes de distancia y demarcación en función del tiempo en hojas de papel separadas y empleaban un dumaresq y otros aparatos para relacionar estos datos, evaluar los resultados y calcular en forma continua la razón de cambio en distancia y en demarcación al blanco y enviarlas a los cañones y/o al director.
Durante muchas décadas, las mesas Dreyer fueron el chivo expiatorio para explicar los pobres resultados de los tiros de la artillería de los buques de la Royal Navy. Una evaluación técnica sugiere que esta crítica estaba mal enfocada.

## Descripción y operación
Este prototipo consistió en una mesa en la que se ploteaban por separado, en dos ploter, la distancia y la demarcación al enemigo versus tiempo, para lo cual empleaba el Dumaresq, el Reloj de Distancia y otros accesorios para así obtener una información continua de la distancia y demarcación al blanco para ser enviada a los cañones.

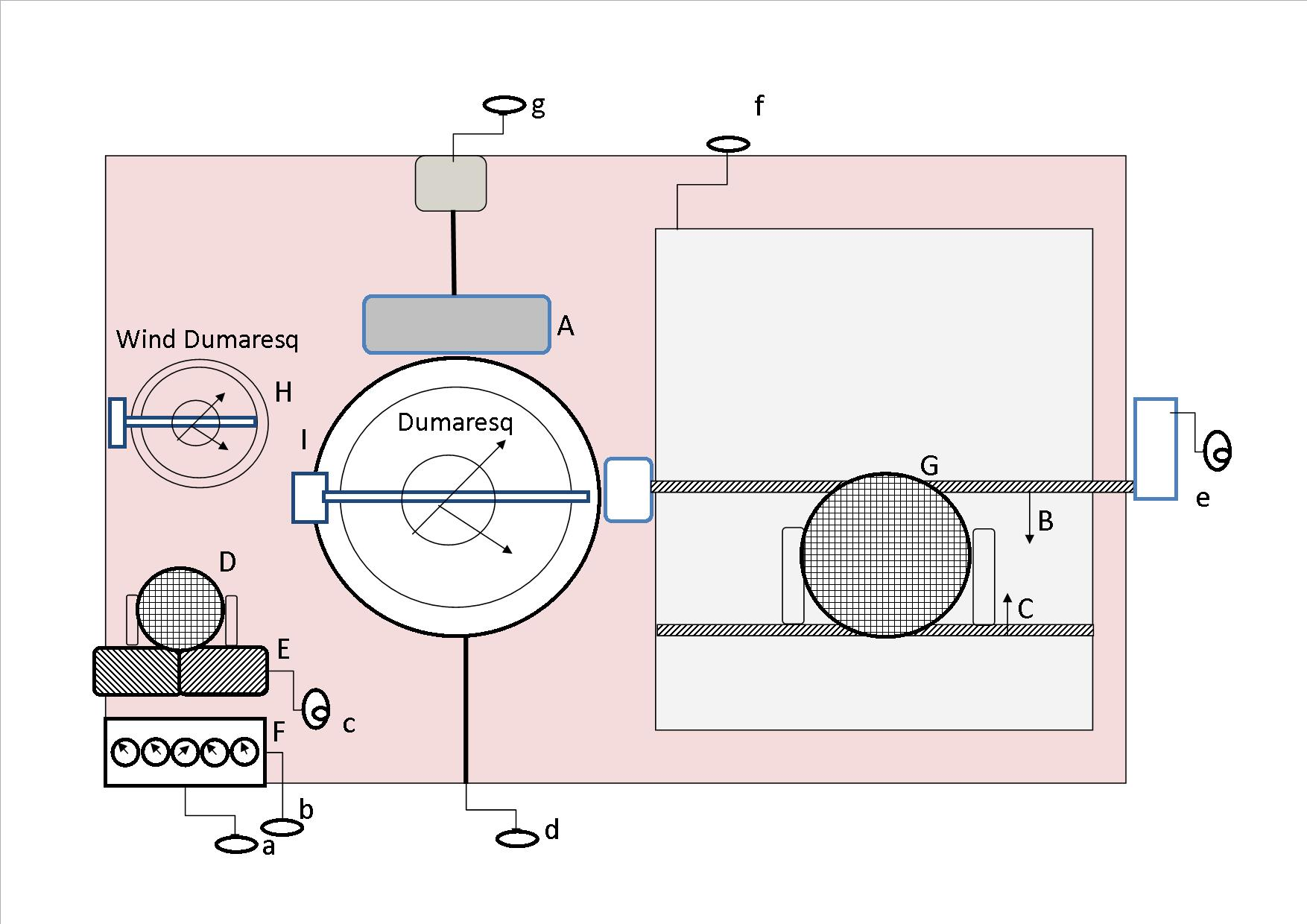
Mesa Dreyer MK III

Las mesas Dreyer eran muy flexibles y presentaban a sus usuarios con una opción abierta en cuanto a qué fuentes de información deberían conducir el cálculo. Por ejemplo, se podía establecer la razón de cambio en distancia en el reloj de acuerdo a la indicada en el dumaresq o en su lugar se podía establecer de la tendencia indicada por el ploter de distancia. Del mismo modo, se podía establecer la velocidad y la inclinación del enemigo en el dumaresq de acuerdo totalmente con los informes de los observadores o poner el dispositivo en coincidencia con lo obtenido del ploter

## Evaluación y revisión
En septiembre de 1918 el Almirantazgo británico formó un Comité de las mesas Dreyer de la escuadra para que investigara la manera de mejorar y operar la mesa Dreyer MK V. El informe final concluyó que había llegado el momento de reconsiderar el diseño general de la mesa. En términos generales el sistema actual requería demasiadas operaciones manuales, se pedía que una nueva mesa hiciera el mayor número de estas operaciones en forma automática. Pedía hacer una nueva mesa que considerara lo mejor de la mesa Dreyer, del reloj Ford y del reloj Argo, de manera de construir una mesa más compacta y eficiente.